# والتر س. بوث
والتر س. بوث (بالإنجليزية: Walter C. Booth)‏ هو لاعب كرة قدم أمريكية أمريكي، ولد في 7 ديسمبر 1874، وتوفي في 5 أبريل 1944.